# Татаринов, Александр Васильевич (хоккеист)
Александр Васильевич Татаринов (род. 14 апреля 1982, Свердловск) — российский хоккейный правый нападающий.

## Биография
Сын хоккеиста Василия Татаринова. Воспитанник екатеринбургского «Спартаковца». В 1998 году в возрасте 16 лет дебютировал в РХЛ в составе московского «Спартака». Сезон 1999/2000 отыграл в «Торпедо-2» Ярославль. Следующий сезон начал в «Кристалле» Саратов, затем вернулся в Ярославль, играл за «Локомотив-2», провёл три матча за «Локомотив». Сезон 2001/02 отыграл за «Локомотив», перейдя в конце в «Амур». Затем выступал за «Молот-Прикамье» (2002/03, 2012/13), «Спартак» (2003/04), «Мечел» (2004/05), «Химик» Воскресенск (2005/06), «Металлург» Новокузнецк (2005/06 — 2009/10), «Дизель» Пенза (2009/10), «Автомобилист» Екатеринбург (2010/11 — 2011/12), «Донбасс» Донецк (2011/12, Украина, ВХЛ), «Алматы» (2013/14 — 2016/17, чемпионат Казахстана).
Серебряный призёр чемпионата мира среди юниоров 2000.
На драфте НХЛ 2000 года был выбран в 2 раунде под общим 53-м номером клубом «Финикс Койотис».
После завершения карьеры игрока — тренер в школе ярославского «Локомотива».